# 君がいた季節
『君がいた季節』（きみがいたきせつ）は1999年7月23日にâge（アージュ）より発売された、アダルトゲームである。アージュの第1作。

## 概要
当初はâge第2作目として開発されていたが、第1作目として予定されていた『化石の歌』の開発難航により急遽、第1作目とされる運びとなった。
当時、マップ移動やスタート直後の彼女選択には批判があった。
リメイク版は当初2010年6月25日発売予定だったが同年8月27日に延期されることが5月25日に発表されたものの、12月24日に再度延期されることが8月10日に発表されたが、10月22日に公式サイトにて2011年4月発売予定に延期されることが発表され、その後、発売日は4月30日と発表されたのち単に同年4月と発表され、さらには「夏頃」（詳細未定）、10月28日発売予定と延期の発表がされるなど、度重なる延期が続いた。しかし発売されるも不適切な画像が含まれていたとして初回限定版が回収される事態となった。
一部ルートは先の延期にともない発売時には削除されており、2011年11月30日から2012年11月30日まで当初のストーリーから改変し初回限定生産版特典だった『マブラヴ オルタネイティヴ クロニクルズ 告白』のデータとともにダウンロード配信される。
初回限定生産版に同梱されるのは栗林みな実の新録された主題歌『君がいた季節』、CooRieと美郷あきのボーカル曲全6曲を収録した『君がいた季節』オリジナルボーカルアルバム、オリジナル版に参加した渡来亜人がアレンジするBGM収録の『君がいた季節』オリジナルサウンドトラック、ChaosTCGトライアルデッキ『君がいた季節』スペシャルエディション。
物語の時系列はアージュ製作の『君が望む永遠』・『マブラヴ』の数年前にあたり、世界観も同一である。また、前2作と共通する舞台として、白陵大付属柊学園・欅町・柊町・橘町が登場。リメイク版では前2作の主要人物達が多数登場し、同じ世界観という設定を前面に押し出している。

## 歴史
- 1999年7月23日 - オリジナル版発売
- 2000年6月23日 - アージュマニアックス 〜伊隅四姉妹最期の日〜発売
- 2001年8月3日 - フルボイス版発売
- 2011年10月28日 - リメイク版発売

## ストーリー
カメラが趣味の前島正樹は彼女と付き合い始めてはや1ヶ月、とき同じくして夢に見ていたプロカメラマンになれるかもしれないチャンスが訪れた。あの有名なカメラマン、ヘルムート・ニュートンジョンの下で修業出来るというのだ。正樹は浮かれてしまうがそれもつかの間、よくよく考えてみるとそれでは彼女と離れ離れになってしまうことに気づく。夢か彼女か、正樹は大きな岐路の前に立った。

## 登場キャラクター
声優はフルボイス版、リメイク版の順
前島 正樹（まえじま まさき）
声 : 無し
誕生日：6月24日
主人公。幼馴染の伊隅四姉妹の家が管理するマンションに仙台へ転勤した両親とは離れて1人で住んでいるため、四姉妹が世話をしてくれる。将来はプロカメラマンを志しており、香樟学園（しんしょうがくえん）に通いながら後述のカメラマン・香月ミツコが経営しているスタジオに自身が撮影した写真を持ち込んだことで、彼女に気に入られて弟子になる。小さな頃は絵本が好きだったらしく、伊隅家に行くと伊隅の両親が外国で買ってきた絵本をよく読んでいたという。
伊隅 やよい（いすみ やよい）
声 : 井上さよこ/流石いちご
誕生日：4月10日 血液型：O型 身長：162cm 体重：49kg スリーサイズ：B98/W56/H86
伊隅四姉妹の長女。伊隅家の母役のような存在で、なんでもすんなりこなしていく天才肌。そのせいか努力家タイプの人に憧れている。普段は温厚だが、伊隅家が管理するマンションを粗末に扱われると人が変わる。
伊隅 みちる（いすみ みちる）
声 : 天神有海/湯川みゆき
誕生日：10月13日 血液型：AB型 身長：164cm 体重：49kg スリーサイズ：B89/W55/H84
伊隅四姉妹の次女。白陵大学付属柊学園OG。白陵大学に通っており、社交的なためスケジュールに隙が無い。やよいほどではないがそれなりの秀才肌で完璧主義・現実主義者。その性格のせいか、やよいとはそりが合わないこともしばしば。写真を撮られることを嫌い、集合写真などは撮らしてくれるが、正樹が撮ったみちるだけを写した写真は姉妹の中で一番少ない。付属柊学園3年の頃、香月夕呼と出会う。「マブラヴ オルタネイティヴ」に登場している。
伊隅 まりか（いすみ まりか）
声 : 佐川洋子/姫川あいり
誕生日：12月10日 血液型：A型 身長：158cm 体重：44kg スリーサイズ：B78/W53/H80
伊隅四姉妹の三女。正樹のクラスメイトで文武両道、スタイル抜群で優しい性格のため学校では人気がある。悩みは一見無さそうだが、伊隅家の者なのに胸が貧しいことを気にしている。実は伊隅夫妻の実子ではなく、伊隅の両親の親友・古賀夫婦の娘。本来の名前は古賀まりか。旅客機の事故によって夫妻が亡くなったため、伊隅夫妻に養子として引き取られた。姉妹の中でこの事実を知っているのはやよいとみちるのみで、まりかも一切知らされていなかったが、本人のルートで明らかにされる。
実の子供ではないが、伊隅夫妻には実子と同じように大切に育てられている。井上によると、貧乳なのは実母・愛佳譲りで、彼女にそっくりらしい。
伊隅 あきら（いすみ あきら）
声 : 村井静代/森保しほ
誕生日：8月14日 血液型：O型 身長：155cm 体重：43kg スリーサイズ：B86/W54/H82
伊隅四姉妹の四女。明るく正直な性格で、正樹とは悪友。男の兄弟がほしかったやよいが育てたためボーイッシュな言動が目立つ。卓球は滅法強く、文武両道のまりかでも敵わない。伊隅家がヘルムートを世話するなかで特に親しくなったため、ヘルムートをヘルちゃんと呼ぶようになる。駅弁を食べるのが好き。
香月 ミツコ（こうづき みつこ）
声 : 藤城さらさ/内野ぽち
誕生日：9月16日
正樹が弟子入りしたカメラマン。かつてはモデルだったが、ニュートンジョンの目に止まりカメラマンに転身。基本的には弟子をとらず、今までにとった弟子は正樹と後述の平美優のみ。若い男の子が大好きらしく、正樹とは初対面時に一度肉体関係を持っている。愛車はF355。香月三姉妹の次女で、『君が望む永遠』に登場したモトコは姉、『マブラヴ』に登場した夕呼は妹。
ヘルムート・ニュートンジョン（Helmut Newton-John）
声 : 高島和樹/鳩マン軍曹
誕生日：8月23日
世界的に有名なカメラマンで現代写真の第一人者。ニューヨークが主な活動拠点だが、大の日本通であり日本語も片言ながら話せる。正樹らの住む地域に不審者が最近出没していたがその不審者の正体でもあり、家の塀を登ろうとしていたところを正樹が見つけ、警察に通報されながらもこと無きを得て、少しの間ジョン・ボンジョルノと名乗り正体を隠した。直前にアフガンに滞在していたが宿泊していたモーテルがテロに遭い、所持品の一部を無くしてしまい日本で会うはずだった人の連絡先をメモしてあったものも無くしてしまったため、その人を捜すため伊隅家と正樹の家で世話になる。詳細は不明だが、ミツコとはかつて何らかの関係がある模様で、その縁で正樹にはニュートンジョンの下での修業話が訪れる。
大須賀 憲三（おおすが けんぞう）
声 : 無し/パイプ加藤
誕生日：9月1日
フリーのカメラマン。元々ピューリッツァー賞を目指して戦場に赴き現在は報道関係などの写真を撮っている。身長は180cm以上で筋肉質な体をしており、性格も豪快・実直。どうやら、ミツコとはかつて何らかの関係がある模様。
矢川 睦月（やがわ むつき）
声 ： 無し/柚原みう
香樟学園の生徒で正樹のクラスメイト。だが存在感が薄いため接点は特になかったが、みんなの知らない睦月の姿を知ったため正樹と仲良くなっていく。ゴスロリ服を着る趣味があり、それは自分で縫っているほかまりかによれば料理上手でもあるという。ルートによっては川田と恋人同士になる。
平 美優（たいら みゆう）
声 ： 無し/菊地希美
誕生日：7月25日
ミツコの一番弟子であるグラビア写真家。ミツコのモデル時代にはミツコ専属のスタイリストで、経歴や自身の生活はミツコに類似するところもある。だが、性格はミツコとは正反対で厳しく、大の男嫌い。そのため、スタジオのスタッフも全員が女性である。平慎二は従弟。
伊隅 莞郎（いすみ げんろう）
姉妹たちの父親で世界的指揮者。妻とは妻が上京した際に出会い、その後結婚する。台詞の中で名前のみ登場し、妻と同じくほとんど家に帰らない。
古賀 愛佳（こが まなか）
まりかの実の母親で、現在は故人。旧姓は不明。夫と同じく伊隅夫妻や井上とは親友で、生前は世界的な音楽家だった。ヨーロッパの演奏公演に向かうため、夫と一緒に搭乗した飛行機が事故に遭い亡くなった。九州にある夫の父方の墓に眠っている。貧乳だったらしく、それは娘のまりかにしっかりと受け継がれている。井上によると、顔や声がまりかにそっくりらしい。台詞の中で名前のみ登場。

### リメイク版にのみ登場
風間 祷子（かざま とうこ）
声：三咲里奈
誕生日：12月4日
付属柊学園の生徒で、学生会所属。裕福な家庭で育ったためお淑やかな口調で話し、幼少のころからヴァイオリンをやっている。
ヒロインの一人。
宗像 美冴（むなかた みさえ）
声：隅谷直海
誕生日：11月7日
風間と同じく付属柊学園の生徒で、学生会所属。同校には昨年に京都から転入してきた。飄々とした性格で冗談のような本気のような発言をよくする。中性的な外見のためか同性から人気が高い。そのためか仲が良い祷子とは同性愛関係にあるのではないかと噂されている。
ヒロインの一人。
相原 美沙（あいはら みさ）
声：倉田まりや
誕生日：2月5日
『misa』という芸名で読者モデルをしている。外国人のクォーターであり、そのせいかプロポーションがいい。自身の撮影に訪れた正樹と出会い、仲が深まる。メジャーデビュー前だが性格は自信過剰気味。ヒロインの一人。
遠乃 優莉（とおの ゆり）
声：早乙女由香
誕生日：10月6日
正樹と同じくミツコの下で弟子として修業する見習いカメラマン。学校を中退してミツコに押しかけ、正樹のお陰もあって弟子となる。ヒロインの一人。
香月 夕呼（こうづき ゆうこ）
声：稲葉貴子
付属柊学園の物理教師で、香月三姉妹の三女。勤務中にもかかわらず胸元が大きく開いた服を着てる姿からは想像出来ないほどの超天才。しかし、アナーキスト的な言動が目立ち、学会からは黙殺されているが、人心掌握で学園内を影で牛耳っているとされている。ミツコの妹であり、揉め事のような面白いことは同じく好きではあるものの、年下は「性別認識圏外」であるなど、その他ことについてはミツコとは違う。そしてミツコ以上の勝手者。
神宮司 まりも（じんぐうじ まりも）
声：南綾香
付属柊学園の英語教師。真面目だが基本的に優しいオーラのため生徒からは「まりもちゃん」と呼ばれている。夕呼とは学生時代から旧知の仲だがそれもあり、ことあるごとに弱味を握られ遊ばれている。学生時代にはその外見から想像できないほど、男を酒におぼれさせた「狂犬」という二つ名がある。みちるが柊学園時代のまりもがみちるの学級の副担任であったため、今でも知り合いである。
平 慎二（たいら しんじ）
声：安藤正輝
付属柊学園の生徒で正樹の1歳上。父は会計事務所をやっており、本人もそれを継ぐために努力している。恋愛にはそんなに頓着はなく、友情に力を注いでいる。よく気がきくが、いい人過ぎて不幸が訪れることもある。平美優は従姉。『君が望む永遠』の主要人物の一人。
川田 啓介（かわだ けいすけ）
声：今井一樹
誕生日：5月3日
香樟学園の生徒で学生会所属。正樹とはクラスメイトかつ親友の仲で、まりかも入れて3人でよくいることが多い。まりかに好意を寄せている。仲間思いでクラスのムードメーカー的存在。まりかルートでは睦月と恋人同士になる。
三島（みしま）
声：関幸司
正樹の男子のクラスメイト。勢いで一晩で原稿用紙300枚分のまりかと睦月を題材にした官能小説を書き上げるという文才をもつ。正樹の家に自分の自称ゴールドフィンガーをもちいて勝手に入ることもしてしまう。
工藤（くどう）、大西（おおにし）、坂上（さかがみ）、富田（とみた）
声：瀧昌矢、谷根千、小林康介、相馬康一
正樹の男子のクラスメイト。みな成績はあまりよろしくなく富田に関しては眼鏡をかけているからか見た目は賢そうなのに、と小野から言われている。
高田（たかだ）
声：春乃いろは
正樹の女子のクラスメイトでクラス委員長。球技大会に参加するはずだったが、何もない廊下でコケて怪我をしたため棄権した。
小野（おの）
声：姫原ゆう
正樹の女子のクラスメイト。正樹などよく話す相手には下の名前の後に「っち」をつけて呼ぶ。学園にきたジョン（ヘルムート）が小野の姓を知ったことで、小野を被写体に写真を撮ろうとするも、取りみだしすぎていたために正樹に制止された。
椎名（しいな）
声：桃山いおん
正樹の女子のクラスメイト。
井上（いのうえ）
声：無し / 御苑生メイ
福岡で旅館の女将をしている女性。姉妹の母やまりかの実母・愛佳とは親友で、音楽家を目指して上京した過去がある。
KAZA（かず）
声：杉崎亮
歌手。正樹によれば正樹の世代の男性のファッションリーダー的存在。そのこともあって女性からの人気も高い。自由奔放で悪そうなイメージだが実は努力家であることも人気の理由の1つだという。白陵大で行われる付属柊学園との合同学園祭にライブを開催しに来る。
八雲 鷹徳（やくも たかのり）
声：西野真人
誕生日：7月8日
若手有望株の能楽者。自分を撮影してもらうはずだった写真家が都合で駄目になり、代わりにヘルムートに撮ってもらうことになる。京都出身。
森下 藍子（もりした あいこ）
声：涼子
白陵大学の学生でみちるの1つ後輩。正樹によれば社交的、真面目、美人で賢そうだが、みちるによればそれはつくっているものらしい。また頑固であることもありみちると似ているところがいくつかある。ただ素直さはみちるとは比較にならないぐらい上。KAZUのファンのようだが、実は彼とは幼馴染で元恋人でもあった。みちるのルートでは、彼と復縁し結婚する。
直也（なおや）
声：藤富兵吉
優莉の恋人。優莉が街で写真の被写体を捜していた途中、彼に声をかけたことが出会いの始まり。優莉からは「ナオ」と呼ばれている。優莉の夢を応援するため、それが叶うまではさらに深い関係にはならないと言ってくれたが、それにはある重大な秘密が隠されていた。
中本（なかもと）
声：藤流水
週刊誌「フライヤー」の男性編集者。眼鏡をかけている。既婚者で子供がいる。
旅館の社長
声：三根剣一
正樹らがあきらの誕生日祝いで訪れた新潟県にある旅館の社長。

## スタッフ
- シナリオ:タシロハヤト
- 原画:宮田蒼
- キャラクターデザイン:杉原鎧
- 製作総指揮プロデュース:吉宗鋼紀
- 監督:タシロハヤト

## 主題歌・エンディング
- 君がいた季節

歌 - 栗林みな実
作詞：江幡育子 / 作曲：渡来亜人 / 編曲：小池雅也
オリジナル版・リメイク版共通のオープニングテーマで、リメイク版では新録のアレンジバージョンが使用された。リメイク版でのみちる以外のヒロインのルートでは、正樹がアメリカに旅立つシーンの挿入歌としても使用される。みちるルートでは使用されず、代わりに後述のwishが挿入歌として使用され、同曲はみちるルートのエンディングテーマとして流れる。
- wish

歌 - 栗林みな実
作詞・作曲：栗林みな実 / 編曲：加藤大祐
リメイク版のみちるルートの挿入歌。
- 優しいさよなら

歌 - CooRie
リメイク版でのやよいルートのエンディングテーマ。
- 明日への記憶

歌 - 美郷あき
リメイク版でのまりかルートのエンディングテーマ。
- 一つの未来

歌 - CooRie
リメイク版でのあきらルートのエンディングテーマ。
- Waiting for you…

歌 - 美郷あき
美沙・優莉・宗像・風間ルートのエンディングテーマ。